# 葛島橋東詰停留場
葛島橋東詰停留場（かづらしまばしひがしづめていりゅうじょう）は、高知県高知市葛島一丁目にあるとさでん交通後免線の路面電車停留場。

## 歴史
葛島橋東詰停留場は1910年（明治43年）、とさでん交通の前身である土佐電気鉄道によって葛島橋西詰停留場から鹿児停留場までの区間が開通したのに合わせて開業した。停留場名に関しては、葛島橋東岸停留場の名で開業した後、葛島橋東詰、葛島東詰と改称を重ねたとする資料もある。
葛島橋西詰 - 鹿児間の開通に際して、停留場の西を流れる国分川には国分川橋梁（葛島鉄橋）が架けられている。この鉄橋は開業以来補修を繰り返しつつ90年余りにわたって使用されてきたが、老朽化と高知県の高潮対策事業の一環により2002年（平成14年）に新たな橋へと架け替えられた。これに伴い橋の前後では軌道を移設、あわせて当停留場も移設された。

### 年表
- 1910年（明治43年）
  - 6月7日：国分川橋梁（葛島鉄橋）竣工[1]。
  - 10月15日：葛島橋西詰から鹿児までの開通に伴い、土佐電気鉄道の停留場として開業[1]。
- 2002年（平成14年）12月14日：国分川橋梁の架け替えに伴うルート変更により移設[1][2]。
- 2014年（平成26年）10月1日：土佐電気鉄道が高知県交通・土佐電ドリームサービスと経営統合し、とさでん交通が発足[5]。とさでん交通の停留場となる。

## 停留場構造
葛島橋東詰停留場は後免線の専用軌道区間にあり、軌道は道路から独立している。ホームは2面あり、東西方向に伸びる2本の線路を挟み込むように向かい合って配される（相対式ホーム）。軌道の北側にあるのが後免町方面行き、南にあるのがはりまや橋方面行きのホーム。
後免町方に渡り線があり、折り返し運転が可能。

## 停留場周辺
国分川河口近くの東岸。川の堤防は高潮対策のため高さがあり、国分川橋梁はその上に架けられている（旧来の橋は河川改修の前に架設されたものであったため、橋のある場所で堤防が切れていた）。停留場名にもある葛島は停留場の脇にある小山のことで、古代にはその名の通り浦戸湾に浮かぶ島の一つだった。後免線の軌道はこの葛島を避けるように屈曲している。
- 国道195号
- 国道32号
- 「葛島橋東詰」バス停
- 「葛島」バス停

## 隣の停留場
とさでん交通
後免線
西高須停留場 - 葛島橋東詰停留場 - 知寄町三丁目停留場